# Non ho l’età
Non ho l'età (per amarti) (рус. Я ещё маленькая (чтобы любить тебя)) – песня композитора Николы Салерно, с которой итальянская певица Джильола Чинкветти одержала победу на фестивале песни в Сан-Ремо и на конкурсе песни Евровидение-1964. На Евровидении песня набрала 49 очков из 75 возможных (65%), что стало к тому времени рекордом конкурса. Когда Джильола Чинкветти победила на Евровидении, ей было шестнадцать лет, и долгое время она являлась самым молодым победителем конкурса. В 1986 году этот рекорд был побит тринадцатилетней бельгийской певицей Сандрой Ким.

## Текст песни
Героиня песни поёт о том, что она ещё слишком молода, чтобы иметь серьёзные отношения с молодым человеком. Она даже не позволяет себе гулять с ним. Девушка предлагает своему возлюбленному подождать, пока она подрастёт, и тогда она подарит ему всю свою любовь. Когда Джильола Чинкветти впервые исполнила эту песню, ей было всего шестнадцать лет, поэтому для неё текст песни был актуален.

## Песня на фестивале Сан-Ремо
Свой первый сингл «Penso alle cose perdute» Джильола записала в 1963 году в возрасте пятнадцати лет, а в 16 лет она стала победительницей фестиваля молодых исполнителей в Кастрокаро, исполнив две песни итальянского композитора Джорджо Габера: «Sull'Acqua» (рус. На воде) и «Le Strade Di Notte» (рус. Ночные дороги). 
 Однако настоящий успех ждал певицу на XIV Фестивале итальянской песни в Сан-Ремо, на котором она и исполнила песню «Non ho l'età». До 1971 года на фестивале каждая песня исполнялась дважды двумя разными исполнителями в разных оркестровых аранжировках. Это доказывало, что фестиваль являлся конкурсом песни, а не исполнителей, поэтому песню «Non ho l'età» также исполнила Патричия Карли, но в другой аранжировке.
1 февраля 1964 года песня одержала победу в Сан-Ремо, а представительницей Италии на Евровидении была выбрана именно Джильола Чинкветти, которая исполнила песню нежным, но в то же время сильным голосом. К тому же, по смыслу песня больше подходила не 25-летней Патричии Карли, а Джильоле, которая тогда была ещё несовершеннолетней.

## Песня на Евровидении
Конкурс Евровидение-1964 был проведён 21 марта 1964 года в Копенгагене, столице Дании. Джильола Чинкветти выступила под номером 12 после представителя Португалии Антониу Калвариу с песней «Oração» и перед Сабахудином Куртом, который представлял Югославию с песней «Zivot je sklopio krug». Оба этих исполнителя в итоге заняли последнее место, не набрав ни одного балла.
С песней «Non ho l'età» Джильола Чинкветти одержала убедительную победу, набрав 49 баллов из 75 возможных и обогнав ближайшего конкурента, британца Мэтта Монро, на 32 балла. После выступления итальянской певицы зрители наградили её заслуженными аплодисментами.
Полная запись конкурса Евровидение-1964 вместе с записью Евровидения-1956 сгорела во время пожара в датском телецентре в 1970-е годы. Сохранились лишь записи радиотрансляций конкурса и неполная запись выступления Джильолы Чинкветти после объявления её победительницей. Эта запись была сделана другим вещателем.

### Баллы, полученные Италией
|        | Флаг Люксембурга | Флаг Нидерландов | Флаг Норвегии | Флаг Дании | Флаг Финляндии | Флаг Австрии | Флаг Франции | Флаг Великобритании | Флаг Германии | Флаг Монако | Флаг Португалии | Флаг Югославии (1945—1991) | Флаг Швейцарии | Флаг Бельгии | Флаг Испании | Всего |
| Италия | 5                | 5                | -             | -          | 5              | 5            | -            | 5                   | 3             | 3           | 5               | 5                          | 3              | 5            | -            | 49    |

Система голосования была следующая: каждая страна выбирала тройку лидеров. Лучшая, по их мнению, песня получала 5 баллов, вторая — 3 балла, а третья — 1 балл. В случае, если голоса членов жюри были бы отданы только двум странам, то они получили бы 6 и 3 балла соответственно. Если голоса всех членов жюри достались бы только одной стране, то она получила бы 9 баллов. Таких ситуаций на конкурсе не произошло.
Италия с самого начала захватила лидерство в голосовании и обеспечила себе такой отрыв, что уже в середине голосования был ясен победитель конкурса. Песня получила высший балл от Люксембурга, Голландии, Финляндии, Австрии, Великобритании, Португалии, Югославии и Бельгии.

## Версии на других языках
После победы на Евровидении Джильола Чинкветти записала несколько версий песни на других языках:
- Английская версия: «This is My Prayer» (рус. Это моя молитва).
- Испанская версия: «No Tengo Edad» (рус. Я ещё маленькая).
- Немецкая версия: «Luna nel blu» (рус. Луна в голубом цвете) — название на итальянском языке.
- Французская версия: «Je suis à toi» (рус. Я твоя).
- Японская версия: 夢見る 思い (рус. Мечта).

## Позиции в чартах
| Чарт           | Место |
| -------------- | ----- |
| Аргентина      | 4     |
| Бельгия        | 1     |
| Великобритания | 17    |
| Германия       | 3     |
| Гонконг        | 2     |
| Дания          | 1     |
| Ирландия       | 5     |
| Испания        | 1     |
| Италия         | 1     |
| Мексика        | 9     |
| Нидерланды     | 2     |
| Норвегия       | 3     |
| Уругвай        | 3     |
| Финляндия      | 3     |
| Франция        | 2     |
| Швейцария      | 2     |
| ЮАР            | 4     |